# 五聲音階
五聲音階（英語：Pentatonic Scale）、或稱五聲調式，是指在一個八度內，選取其中的五個音所排列而成的音階，其組合方式可以按特定的條件，甚或是隨意方式來制定。世界不同的地方和文化都因着歷史和民族原因，而各自發展出獨特的五聲音階。當中以中國五聲音階為最廣為人認識的五聲音階；日本的傳統樂曲、甚或是蘇格蘭民謠等也有運用五聲音階。亦有採用非十二平均律方式的五聲音階，例如印尼的嘉美蘭，不論是峇里嘉美蘭還是爪哇嘉美蘭都會有「五聲音階」的調式，其音高與一般認知十二平均律有所不同。而在烏干達，五聲音階是建基於將一個八度平均分成五份而成。

## 分類
按西方平分律的概念，五聲音階可歸納為兩大類：有半音程(hemitonic)和無半音程(anhemitonic)。
- 有半音程：例如日本演歌常使用的小調音階、印度不同區域的地方音樂等。
- 無半音程：包括中國五聲音階、籃調音階（英语：Blue Scale）、或以全音階為基礎的五聲音階。

### 五聲音階與自然音階比對列舉

五聲音階與自然音階的關係。

所有例子以C音為基準音：
| 名稱             | 音名              | 唱名                                | 使用範圍（日本）       | 使用範圍（日本以外）                     |
| ---------------- | ----------------- | ----------------------------------- | ---------------------- | ---------------------------------------- |
| 大調             | C、D、E、G、A     | Do, Re, Mi, Sol, La                 | 呂音階、律音階、陽音階 | 蘇格蘭民歌、波希米亞、中国、印度、南美等 |
| 多利安（半大調） | C, D, E♭, G, A    | Do, Re, Ma（降Mi）, Sol, La         | 陰音階（上行形）       | 無                                       |
| 小調             | C, D, E♭, G, A♭   | Do, Re, Ma（降Mi）, Sol, Le（降La） | 陰音階（下行形）       | 無                                       |
| 弗里吉安         | C, D♭, E♭, G, A♭  | Do, 降Re, 降Mi, Sol, 降La           |                        | 甘美朗                                   |
| 洛克裏亞         | C, D♭, E♭, G♭, A♭ | Do,降Re,降Mi,降Sol,降La             | 無                     | 甘美朗                                   |